# Karel Josephus Verbruggen
Karel Josephus Verbruggen (Amsterdam, 6 juni 1871 – Eindhoven, 11 december 1931) was een Nederlandse aquarellist, schilder, graficus, illustrator en tekenaar die actief was in Amsterdam, Leipzig en Parijs. Zijn werk maakt deel uit van de collecties van het Rijksmuseum (Amsterdam, NL), het Volendams Museum (Volendam, NL) en het Albertina Museum (Wenen, AT).
- Biografisch Portaal: 65193576
- RKD-Nederlands Instituut voor Kunstgeschiedenis: 91406